# جونگ سو کیونگ
جونگ سو کیونگ (کره‌ای: 정서경؛ زادهٔ ۱۹۷۵) فیلم‌نامه‌نویس اهل کره جنوبی است. وی از سال ۲۰۰۲ میلادی تاکنون مشغول فعالیت بوده‌است. او به خاطر آثاری همچون تصمیم جدایی، کنیز، عطش، من یک سایبورگ هستم، ولی مشکلی نیست و بانوی انتقام شناخته می‌شود.